# Transformatorenhaus Am Merreter Weg

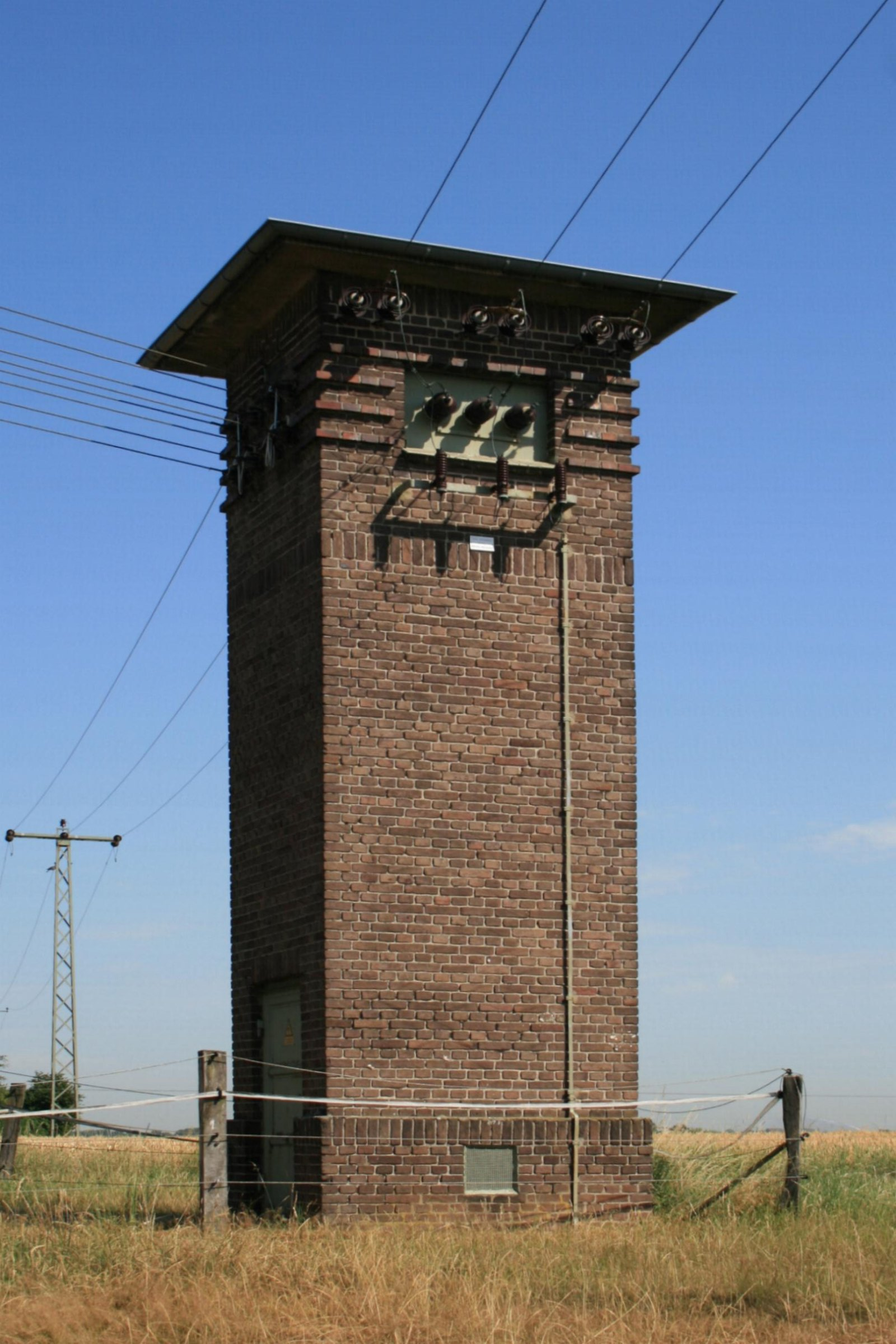
Transformatorenhaus (Trafoturm), 2010

Das Transformatorenhaus Am Merreter Weg ist ein als Transformatorenstation dienendes Baudenkmal in der Honschaft Merreter des Stadtteils Rheindahlen-Land in Mönchengladbach (Nordrhein-Westfalen). Der Turm wurde um 1930 erbaut. Er ist seit dem 19. Juli 2004 unter Nr. A 051 in der Denkmalliste der Stadt Mönchengladbach eingetragen.

## Lage
Das Transformatorenhaus liegt an der Straße Am Merreter Weg, die von Merreter nach Knoor führt, auf einer Wiese schräg gegenüber der denkmalgeschützten Hofanlage Kamphof, Merreter 51.

## Architektur
Das Schalthaus wurde in Form eines schlanken Trafoturmes auf annähernd quadratischem Grundriss aus dunkel gebranntem Ziegelmauerwerk erbaut. Der Zugang liegt im Erdgeschoss auf der straßenzugewandten Seite. Weitere Wandöffnungen liegen auf der Nordseite des Bauwerks. Einer nur leicht vorgezogenen Sockelzone entspricht gestalterisch die kräftig vorspringende Betonplatte des Flachdachs. Die scharfkantige, symmetrische Gestaltung des Schaftes wurde ursprünglich zusätzlich betont durch die Ausführung der umlaufenden Dachrinne in Kastenform.
Im Bereich des Turmkopfes laufen vier nur schwach hervortretende Ziegelsteinbänder um das Bauwerk. Hier schließen die aus drei Richtungen zugeführten Freileitungen über Isolatoren an. Sie geben bei zurückhaltendem Einsatz formaler Gestaltungsmittel der Einleitungszone der Freileitungen eine zwar sparsam angedeutete, aber sichere, architektonisch betonte Fassung. Direkt unter der Betonplatte am oberen Rand sowie am unteren Rand der Einleitungszone ist je eine Ziegelrollschicht angeordnet, ohne dass sie aus der Wandflucht hervortritt. Weitere Rollschichten akzentuieren jeweils die Oberkante des Sockels und die Tür-/Fensterstürze.